# تتش ميل
تتش ميل (بالإنجليزية: TouchMail)‏ هو عميل بريد إلكتروني لـمايكروسوفت ويندوز، تمَّ إطلاقه في 17 أبريل 2013 في مؤتمر ديمو موبايل (DEMO Mobile) عام 2013 في سان فرانسيسكو.
تمَّ تطوير تتش ميل من قبل شركة ناشئة في سياتل تأسست عام 2012 من قبل مُوظَّفين سابقين في مايكروسوفت وهم ماثيو كارلسون وأليكس فرانك كعميل بريد إلكتروني مصممٌ للإدخال باللمس. وهو يعمل على كل من ويندوز 8.1 وويندوز 10، ومن خلالهُ، يمكن ترميز رسائل البريد الإلكتروني في العميل بالألوان مع ميزات التصغير لعرض المزيد من الرَّسائل.